# Le Sketch Show
Le Sketch Show est une série télévisée québécoise en 24 épisodes de 22 minutes (plus bêtisiers et meilleurs moments) adaptée de la série britannique éponyme et diffusée entre le 20 septembre 2004 et 30 octobre 2006 sur le réseau TVA.

## Synopsis
Les comédiens jouent différents personnages dans différentes situations courtes sans toutefois changer leur prénom. Les sketches, humoristiques, d'une durée de dix secondes à deux minutes, sont d'origine britanniques et australiennes.

## Distribution
- Réal Bossé
- Emmanuel Bilodeau
- Édith Cochrane
- Catherine De Sève
- Sylvain Marcel

## Fiche technique
- Adaptation des textes : Jacques Grisé
- Auteurs : Les Appendices, Gilbert Dumas, Patrice Hudon, Pierre Légaré, André Sauvé, Dorice Simon
- Réalisation : Marie Brissette, Brigitte Couture, Gilbert Dumas
- Réalisateur-coordonnateur et producteur délégué : Daniel Michaud
- Producteur au contenu : Gilbert Dumas
- Productrice: Isabelle Robert
- Production : PRAM Québec

## Commentaires
- La série a été adaptée de la version britannique et est diffusée en Australie, en Israël, aux États-Unis et en Allemagne.
- Le DVD de la première saison est disponible depuis le 11 décembre 2006[2].
- La deuxième saison comprend huit épisodes, suivi d'un spécial "bloopers"/"making of" ainsi qu'un "best of".